# Capriolo (Italia)
Capriolo (Cavriöl in dialetto bresciano) è un comune italiano di 9 403 abitanti della Franciacorta, provincia di Brescia in Lombardia.
Sorge nell'area collinare immediatamente a sud del lago d'Iseo.

## Geografia fisica

### Territorio

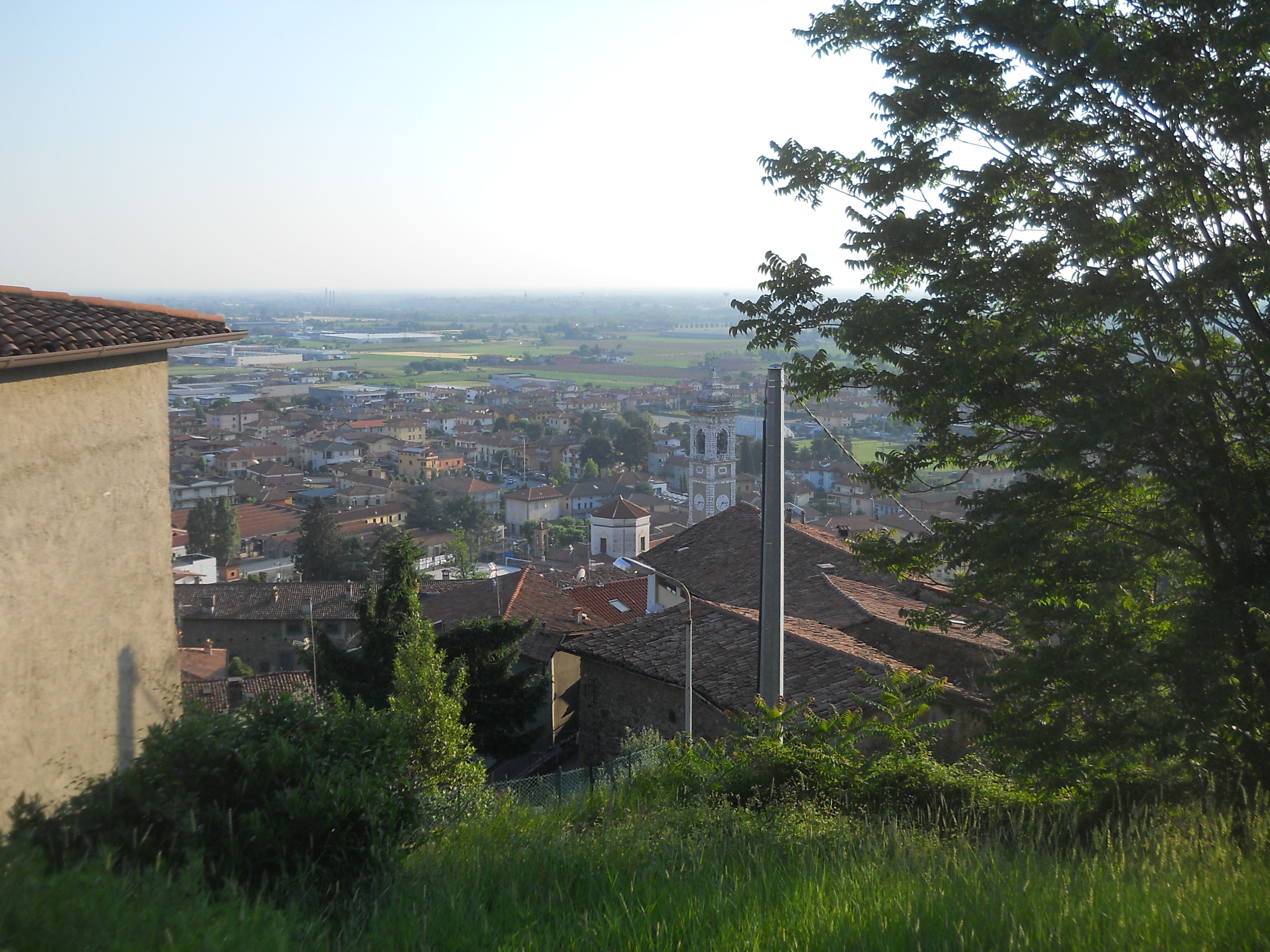
Panorama del comune di Capriolo

Il paesaggio è quello tipico della Franciacorta. Situato poco dopo il lago d'Iseo, il territorio comunale è formato da un'ampia campagna pianeggiante coltivata a vite e granturco, delimitata a ovest dal fiume Oglio che fa da confine naturale con la provincia di Bergamo. Il comune fa pertanto parte del Parco dell'Oglio. A nord e a est si trovano le colline moreniche a ridosso delle quali è sorto l'antico borgo.
L'altitudine minima del comune si trova presso la località Le Case ed è pari a 161 m s.l.m. , mentre l’altitudine massima è di 600 m s.l.m. nei pressi del Monte Alto. L'escursione altimetrica di Capriolo è di 339 metri.

### Clima
Il clima a Capriolo è mite e moderato, con piovosità significativa durante tutto l'anno.
La temperatura media annuale è di 12,1 °C, essendo luglio il mese con temperature più alte (27,1 °C) e gennaio il mese con temperature più basse (-2,2 °C).
La piovosità media annuale è di 1370 mm. In particolare le piogge sono più scarse nel mese di gennaio (59 mm) e più abbondanti nel mese di giugno (145 mm).
| [ 5 ]               | Mesi | Mesi | Mesi | Mesi | Mesi | Mesi | Mesi | Mesi | Mesi | Mesi | Mesi | Mesi | Stagioni | Stagioni | Stagioni | Stagioni | Anno  |
| [ 5 ]               | Gen  | Feb  | Mar  | Apr  | Mag  | Giu  | Lug  | Ago  | Set  | Ott  | Nov  | Dic  | Inv      | Pri      | Est      | Aut      | Anno  |
| ------------------- | ---- | ---- | ---- | ---- | ---- | ---- | ---- | ---- | ---- | ---- | ---- | ---- | -------- | -------- | -------- | -------- | ----- |
| T. max. media (°C)  | 6,5  | 8,2  | 12,7 | 16,5 | 20,7 | 25,1 | 27,1 | 26,7 | 21,8 | 16,8 | 11,2 | 7,1  | 7,3      | 16,6     | 26,3     | 16,6     | 16,7  |
| T. min. media (°C)  | −2,2 | −1,7 | 1,5  | 5,6  | 10,0 | 14,5 | 16,9 | 17,0 | 13,2 | 9,2  | 4,1  | −0,8 | −1,6     | 5,7      | 16,1     | 8,8      | 7,3   |
| Precipitazioni (mm) | 59   | 65   | 83   | 125  | 142  | 145  | 133  | 128  | 135  | 138  | 141  | 76   | 200      | 350      | 406      | 414      | 1 370 |

## Origini del nome
Il nome deriva probabilmente da quello dell’animale, capreulus (capriolo), che un tempo viveva in gran numero nei suoi boschi o potrebbe indicare un luogo di caccia, pieno di selvaggina.

## Storia
Dalla posizione del castello si potrebbe pensare a un castelliere preistorico ma: non è possibile stabilire l'epoca esatta in cui l'uomo cominciò ad abitare nell'area oggi denominata Capriolo. Sappiamo che era ricoperta da ricca foresta di querce e ontani (VI – V millennio a.C.).

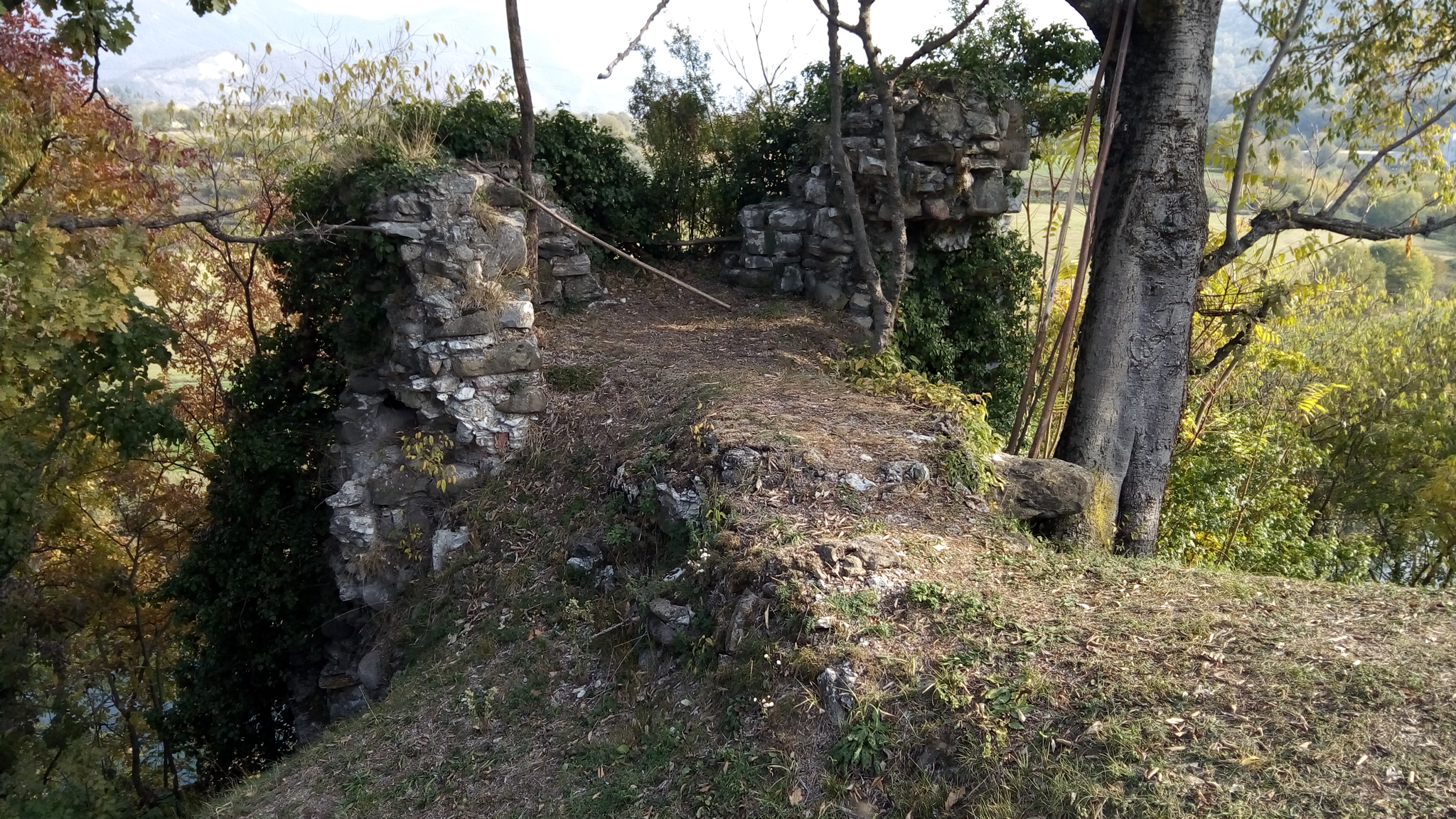
Ruderi del vallo della Mussiga

L'imponente castello, più volte distrutto e ricostruito nel Medioevo, non solo sorvegliava l'accesso al lago, alla valle Camonica e bergamasche, ma in stretta connessione con la Mussiga protesse per secoli il vitale ponte romano sull'Oglio, forse il più antico di questa zona.
La borgata viene nominata per la prima volta in un documento dell'8 luglio 879 quando Carlo Manno di Baviera fece dono di vasti possedimenti ivi esistenti al Monastero di San Salvatore in Brescia.
Nel IX e X secolo venne riedificato il Castello: nel contado i cittadini uniti ai nobili riedificarono la ròcca di Manerbio ed i castelli diroccati per antica incuria […] di Capriolo…. Accenni riportati anche dall'Odorici;
fu poi concesso in feudo alla famiglia dei Lantieri de' Paratico.
Antemurale della provincia di Brescia, verso il Bergamasco, il castello fu con quelli di Palazzolo sull'Oglio, Paratico, Mussiga e Vanzago uno dei capisaldi delle lotte feudali e per le acque dell'Oglio, durate a lungo fra bresciani e bergamaschi e iniziate con la cessione, nel 1125 da parte di Giovanni Brusati ai bergamaschi, di importanti capisaldi a difesa dell'accesso in Val Camonica: le rocche di Volpino, Qualino e Ceratello.
Dopo una pausa iniziata con la pace che venne firmata proprio a Capriolo il 20 agosto 1198, tali lotte ricominciarono e il castello entrò nel sistema di difesa del territorio bresciano.
La sua posizione ne fece un baluardo sulla Valcalepio, sulla zona collinare di Paratico e sull'accidentata pianura di Palazzolo sull'Oglio. Numerose vicende belliche interessarono poi il castello e il paese.
Durante il dominio di Filippo Della Torre (1256), Capriolo con gli altri castelli, riunite le milizie, ne offrirono il comando a Oberto Pelavicino da Cremona, capo dei ghibellini lombardi. Raccolti armati in alcuni castelli della Franciacorta si scontrò con le truppe di Carlo I d'Angiò in una furibonda battaglia sotto il castello di Capriolo.
I ghibellini vollero stravincere appiccando alle mura del castello il fuoco. Ciò scatenò l'esercito francese che centuplicò la forza di attacco, facendo strage e seminando il terrore.
Infatti nella primavera del 1265 il castello fu assediato e conquistato da Roberto di Fiandra, a capo delle truppe di Carlo d'Angiò, che ...passato l'Ollio sul ponte di Caleppio entrò nel distretto di Brescia. Il primo castello di questa provincia contro di cui quel capitano generale de' crocesignati sfogò le ire sue fu quello di Capriolo, come rappresaglia all'impiccagione di uno dei suoi uomini e ordinò una strage del presidio e degli abitanti. poscia mandò a sacco ed a fiamme molti altri di quelle vicinanze.... Episodio riportato anche dall'Odorici e dal Cocchetti.
Elia Caprioli vuole che fra gli scampati vi fossero Ughetto Obrese e Lotterengo De Goziis, (Giovanni Ugetto con Obreste e Loterengo cognominato Tartarino) i quali, rifugiatisi a Brescia, avrebbero dato origine alla famiglia Caprioli.
Il 1268 vede ancora i principi Della Torre in azione contro i guelfi bresciani, attraversato l'Oglio, entrano in questa provincia e s'impadroniscono del castello di Capriolo.
In epoca viscontea e durante la Repubblica di Venezia, Capriolo fece parte della Quadra di Palazzolo.
E fu durante l'epoca viscontea, nel 1368 che l'imperatore Carlo IV di Lussemburgo scese in Italia con 40 000 uomini comandati da Uberto di Fiandra devastando varie terre del bresciano tra cui Montichiari, Capriolo, Palazzolo.
La congiura antiviscontea di Gussago richiese l'appoggio a Venezia a questa seguì l'occupazione di Brescia, nel 1425, da parte del Carmagnola la conclusione fu la successiva convenzione di pace tra Brescia e Venezia mediata da papa Martino V, il 30 dicembre 1426 Brescia col territorio tutto, e per quaranta passi anco al di là dell'Oglio rimase ai Veneti ma molte terre, tra cui Capriolo, Chiari, Orzinuovi, Palazzolo e Iseo oltre a quasi tutta la Val Camonica, rimanevano ancora in potestà del Visconti. Ma dopo la vittoria del Carmagnola a Maclodio anche queste terre vennero assoggettate alla Repubblica Veneziana.
Tolto ai Veneziani nel 1438 dal Piccinino, il paese venne restituito all'esercito veneto nel 1441 con la pace di Cremona, nel novembre di quell'anno, le due parti stabilirono i confini dell'Adda.
Durante la guerra Francia-Spagna-Impero, a Capriolo si stanziarono a lungo le truppe svizzere.
In un'antica mappa del lago d'Iseo, 1510 circa, disegnata da Leonardo da Vinci, in basso nella parte centrale dell'immagine si legge abbastanza chiaramente Chapriolo così come scriveva Leonardo nella caratteristica scrittura speculare.
Secondo Bresciaoggi, quotidiano bresciano: Si suppone che al genio di Vinci, a quell'epoca al servizio del re di Francia Luigi XII, che era impegnato nella campagna militare contro la Repubblica di Venezia, fosse stato commissionato uno studio sulla geografia dei luoghi, fra i quali uno sul corso dell'Oglio..
Dopo essere stato nel 1516 in balia delle truppe francesi del Lautrech che.. Venuti sul Bergamasco prendevano il castello di Sarnico ne tagliavano a pezzi la guarnigione e attraversato il lago d'Iseo mettevano a socuadro i luoghi di Rivatica di Sarnico di Paratico di Capriolo.., nel 1521, sotto l'incalzare delle truppe del cardinale Ennio, gli abitanti di Capriolo dovettero fuggire sui monti, senza però che esse facessero molti danni.
Nel 1522 l'esercito di Prospero Colonna, dopo la battaglia della Bicocca, il 5, 6 e 7 maggio, tra gli altri paesi della zona, alloggiò anche in Capriolo.
Nel 1529 si ribellarono alle angherie delle truppe imperiali e buttarono un buon numero di soldati in un burrone.
Castello, ò Rocca in cima alla colina che il Da Lezze vide nel 1609-1610 derocata antiqua, et destrutta con le sue muraglie venne ceduta sulla fine del 1600 alle monache che, trasferitesi qui dall'isola delle Grazie di Venezia, il 18 settembre 1694 abitarono il convento eretto dal 1692 in poi. Nel 1812 il convento passò poi alle suore Orsoline..
Il dominio veneto segnò un periodo di pace, disturbato tuttavia da gravi epidemie: la peste del 1505 riportata dal Caprioli che ricorda anche la successiva siccità
, per quella del 1630 vi sono due testimonianze rese durante il processo tra i Sindaci di Capriolo e il Conte di Calepio (1661-1665) Andrea Consoli che afferma: …in quel ocasione ne morsero più della metà esendo che ne morsero da settecento e più… e Gerolamo Todesco conferma: …seppellissimo 550 cadaveri oltre quelli che venivano sepolti anche d'altre persone… ne morsero quell'anno li doj terzi. e da periodi di crisi economica: Ascanio Lantieri de' Paratico riporta nei Diari: Adì 19 marzo 1527 tempestette la metà de questa terra de Capriolo verso Olio una cum Tagliuno, Calepi et Paraticho talmente che non se raccolse ne anche una quarta. de biava ne uno mojolo de vino in tutti quelli lochi, Item adì 5 zugno tempestete il resto di questa terra una cum Adro et parte de Herbusco […] talmente che fè tutta la. ruina de queste terre. Poi seguitte la carestia grande…  proseguita nell'anno successivo: 1528. – Memoria como per tal carestia molte persone et infinite sono morte in miseria per non aver il modo di prevalerse….
Anche il periodo della rivoluzione giacobina bresciana e napoleonica incise sulla vita di Capriolo.
Pacifica fu la vita di Capriolo anche sotto il dominio austriaco, tanto che venne dedicata a Ferdinando I la palazzina comunale edificata nel 1838.
Il Comune fu dominato dapprima dagli elementi liberali, appartenenti alle famiglie più in vista della nobiltà locale, fino a quando, sulla fine del secolo XIX, comparve sulla scena una borghesia forte e attiva e il movimento cattolico, di cui fu principale promotore il prevosto Luigi Minelli, che si sviluppò parallelamente al movimento industriale e che espresse una società operaia (1883), una società di mutuo soccorso "La Formica" (1885), una cassa rurale (1896).
Lo sviluppo economico sociale è indicato nel 1909 dalla costruzione dell'edificio scolastico, ampliato poi nel 1935 e sostituito da un nuovo complesso costruito nel 1972.
Capriolo conobbe la violenza fascista. Parroco e curato vennero catturati il 2 dicembre 1922 da una banda fascista; vennero però liberati a furor di popolo, accorso con tridenti e fucili da caccia.

### Simboli
Lo stemma è privo di concessione ufficiale ed è utilizzato liberamente dal Comune.
Il gonfalone è un drappo di azzurro.

## Monumenti e luoghi d'interesse

### Castello
Il Castello risale al X secolo e, presumibilmente, sorge sulle tracce di un antico castelliere preistorico. Fu un castello comunale, ma non fu mai sede di un feudatario. Nel medioevo è stato, assieme ad altre fortezze della zona, al centro della storica contesa tra bergamaschi e bresciani, poiché ritenuto utile per esercitare il controllo sulle acque del fiume Oglio. Nel 1265 fu assediato e conquistato da Roberto di Fiandra, a capo delle truppe di Carlo d'Angiò. Cadde in disuso, perdendo le sue funzioni militari e di guardia, a seguito della pace di Lodi del 1454, quando Brescia e Bergamo e Crema finirono sotto il controllo della Repubblica di Venezia. Dopo la sua rovina, nel XVII secolo fu ceduto alle suore dell'isola delle Grazie di Venezia, ed adibito a convento a seguito della trasformazione completata nel 1692. Nel 1812 fu ceduto alle monache Orsoline.

### Chiesa parrocchiale di San Giorgio Martire

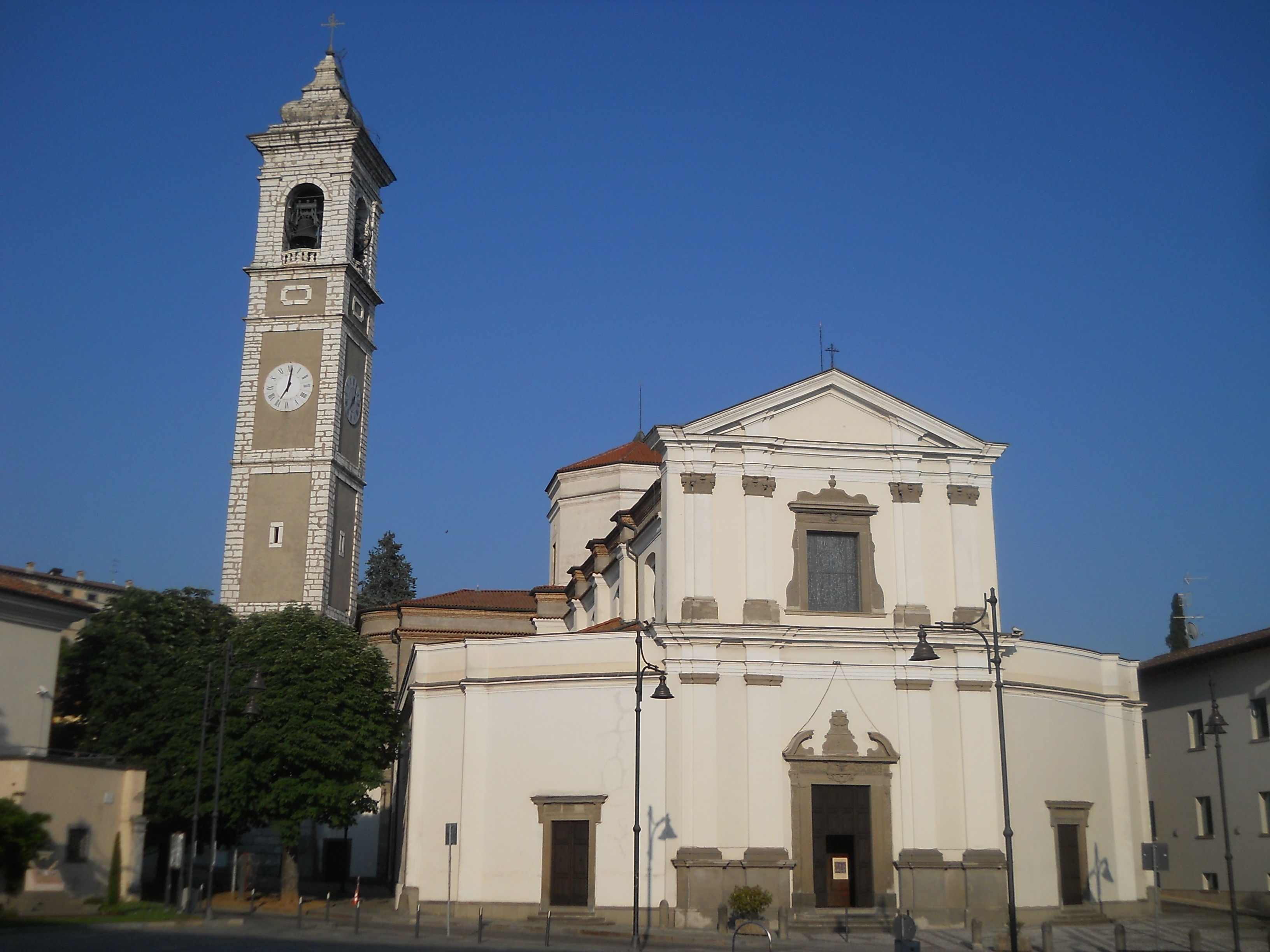
Chiesa parrocchiale di San Giorgio Martire a Capriolo

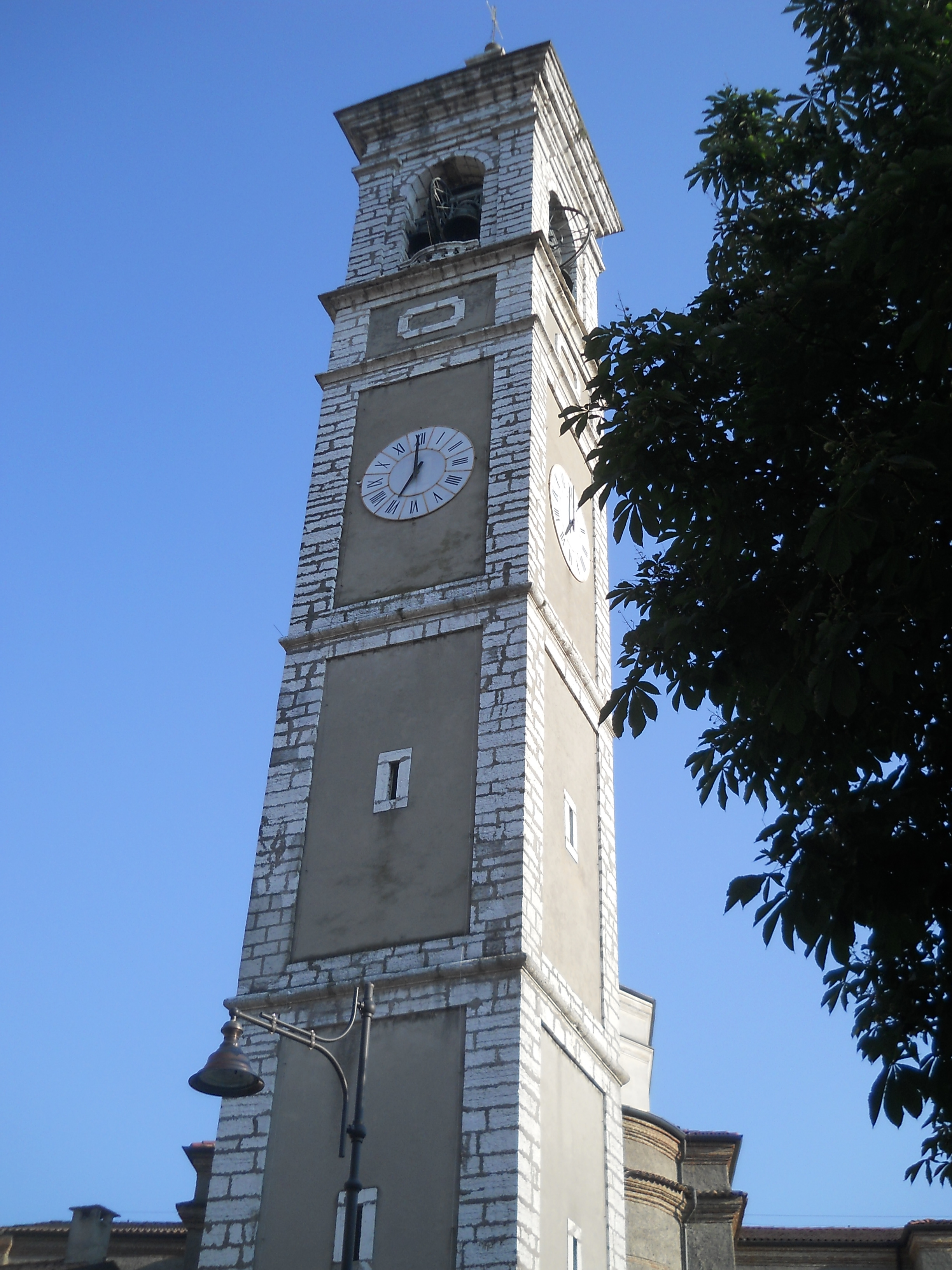
Campanile della chiesa parrocchiale di San Giorgio Martire di Capriolo

La chiesa di San Giorgio Martire è della seconda metà del Quattrocento; nel corso dei secoli fu ampliata e modificata. Nel 1892 furono costruite le navate laterali per volere del prevosto Don Minelli. Tra il 1911 e il 1912, l'edificio fu allungato e fu costruito la nuova abside, posta più a nord rispetto alla cupola, dove era collocata in precedenza.
All'interno ci sono numerosi altari:
- quello di santa Rita, che presenta una pregevole statua della santa;
- l'altare del sacro Cuore, in marmo bianco;
- l'altare dell'Addolorata, presso il quale è posta la statua della Vergine addolorata e quella del Cristo Morto, opera del Fantoni;
- l'altare dei Santi Gervasio e Protasio, caratterizzato dal quadro raffigurante i due santi, proveniente dall'antica parrocchiale, risalente al Cinquecento;
- l'altare dell'Assunta, anch'esso proveniente da un'altra antica parrocchiale, ornato da una tela raffigurante l'Assunzione di Maria vergine;
- l'altare del Risorto, con un prezioso quadro del Romanino raffigurante Cristo Risorto;
- l'altare della Madonna di San Rocco, dai fedeli chiamata "Madonna Vecchia", conserva una stupenda statua della Beata Vergine Maria col Bambino attorniata da una soasa lignea, opera del Fantoni.

Vi sono inoltre:
- la cappella del Battistero, che, oltre al fonte battesimale, contiene anche le statue di San Luigi Gonzaga e di San Francesco Saverio;
- la statua della Madonna del Rosario che, la prima domenica di ottobre, viene portata in processione solenne per le vie del paese.

L'organo è una costruzione Serassi risalente al 1828 e restaurato da Pedrini di Cremona nel 1981.
La pala dell'altar maggiore raffigura San Giorgio e fu realizzata da Ludovico Gallina nel 1782. In sacrestia sono presenti alcune tele che ritraggono i parroci che si sono succeduti nel corso dei secoli. Gli affreschi, risalenti al 1913, sono opera del pittore Carlo Costantino Tagliabue.
L'edificio è sormontato da una cupola affrescata con l'Incoronazione di Maria vergine.
Nel mese di febbraio 2016 sono iniziati i lavori di ristrutturazione della parrocchiale, che hanno riportato alla luce antichi affreschi.
Sul fianco sinistro della chiesa è presente il campanile, alto 54 m e rivestito di maiolica. Il concerto è di otto campane in Si bemolle ai quali si aggiunge una campanella fuori concerto. Tutte furono fuse nel 1853 dalla fonderia Monzini fratres di Bergamo. A seguito degli eventi della seconda guerra mondiale, le due campane maggiori furono ripristinate nel 1951 per opera della fonderia pontificia Daciano Colbachini e figli di Padova. A causa di un'incrinazione, la campana 4 in Mi Bemolle fu rifusa nel 1956 dalla fonderia Angelo Ottolina di Bergamo.

### Santuario di Sant'Onofrio
Posto sulla cima del colle, alto 472 metri, che domina il paese, è dedicato all'eremita Onofrio, compatrono della comunità capriolese. La strada di accesso proveniente dal paese è sede delle stazioni della Via Crucis.
L'edificio è di antica costruzione con successive modifiche. All'interno, all'ingresso si trova un'antica acquasantiera e un crocifisso. Nella nicchia dietro all'abside, si trova la statua di sant'Onofrio. Nelle altre nicchie del santuario si trovano le statue di sant'Antonio da Padova, della Madonna di Lourdes e di san Rocco.
La torre campanaria si trova sul fianco destro della chiesa. A essa si accede passando per la sagrestia. La campana venne fusa nel 1907 dalla fonderia Fratelli Ottolina di Seregno.
Accanto all'edificio si erge la croce eretta in occasione delle missioni popolari del 1983 che viene illuminata ogni sera.

### Chiesetta di San Carlo Borromeo Vescovo
Dedicata all'arcivescovo e cardinale di Milano san Carlo Borromeo, si trova nella zona settentrionale del paese, sull'antica strada che conduce a Paratico, ed è ben visibile salendo per via Roma. È utilizzata per la recita del Rosario nei mesi mariani di maggio e di ottobre alle ore 20:00. La santa Messa viene celebrata il 4 novembre giorno della ricorrenza del santo e in occasione del mese mariano di maggio, la santa messa è preceduta dalla recita del rosario.
La cappella fu edificata nel Seicento, in seguito all'epidemia di peste del 1630, pertanto fu utilizzata come lazzaretto dagli stessi appestati. Fu restaurata nel 1973, ma in seguito è stata comunque sottoposta a diverse riqualificazioni e migliorie l'ultima delle quali nel 2013.
All'ingresso si presenta con un piccolo colonnato. All'interno della cappella si trova un altare maggiore tridentino, in marmo grigio, sovrastato da una tela raffigurante san Carlo Borromeo, inoltre sono presenti quattro tele e vari arredi sacri liturgici.
All'esterno del piccolo sagrato, si ergono due statue, quella bronzea del santo Giovanni XXIII e una in gesso raffigurante san Pio da Pietrelcina, ed è presente una grotta con la Madonna di Lourdes e Bernadette Soubirous.
Sulla parete destra della cappella sono presenti i resti di un affresco seicentesco rappresentante san Carlo Borromeo mentre comunica gli ammalati.

### Chiesetta di San Lorenzo Martire e Diacono
Dedicata a San Lorenzo martire e diacono, la chiesetta si trova nella campagna a sud-est del paese, in località San Lorenzo sulla vecchia strada che conduce ad Adro. La Santa Messa viene celebrata il 10 agosto, giorno della memoria del Santo e a maggio, per il mese mariano.
La costruzione risale al 1351, facendo della chiesetta di San Lorenzo, l'edificio di culto più antico di Capriolo. Il santo viene venerato con un affresco, sul quale si trovano anche la Vergine Maria, alcuni angeli e i teschi dei morti di peste ivi sepolti.
All'interno, ad aula unica, sono presenti un quadro raffigurante san Pio da Pietrelcina, un altro raffigurante la Madonna col Bambino e un tondo di gesso raffigurante san Giovanni XXIII.
La cappella fu restaurata nel 1971, nel 1982 e in modo più completo e preciso nel 2012.

### Altri edifici di culto
- Chiesa del convento delle Suore Orsoline Santa Maria degli Angeli
- Chiesa del convento delle Suore delle Poverelle
- Chiesa della Casa di Riposo
- Chiesa del Cimitero
- Chiesa Regina Pacis degli Alpini
- Santella dell'Immacolata Concezione
- Santella dei Morti della Costa
- Santella del Crocifisso

Sui muri delle antiche abitazioni in pietra del centro storico e negli antichi cascinali della campagna, sono presenti alcuni affreschi raffiguranti, per la maggior parte, la Vergine Maria.

## Società

### Evoluzione demografica
Abitanti censiti

Capriolo è uno dei comuni bresciani con il maggior numero di centenari. Al 31 dicembre 2024 se ne contavano 7 (la più longeva nata nel 1921) e nel 2025 altre 3 persone entreranno a far parte di questo prestigioso e ristretto gruppo essendo nate nell'anno 1925. 

### Musica
Ha sede nel comune il Corpo Musicale "Santa Cecilia", nato nel 1905 per volere dei dirigenti della fabbrica "Niggeler e Kupfer" ed ebbe come primo maestro Gianbattista Gorio (1875-1950).
Ad oggi è diretta dal maestro Giuliano Muratori.
Nel paese è presente anche la corale “San Giorgio Martire”, fondata ufficialmente nel 1983. In realtà nel comune esisteva già da fine Ottocento una schola cantorum che, dopo la seconda guerra mondiale, è andata disgregandosi per poi tornare in attività agli inizi degli anni ‘80.
Attualmente è diretta da Renzangelo Cortesi ed è composta da circa 20 elementi.

## Geografia antropica

### Frazioni e località
Dal punto di vista amministrativo il territorio non è suddiviso in frazioni, tuttavia sono presenti venticinque località: Baghetti, Belvedere, Bosco Basso, Cà Bianca, Cà dei Borboni, Carretto, Casello, Colombi, Colzano, Costa, Fantone, Feniletto, Fontanone, Le Case, Miola, Molesine, Molinara, Mussiga di Sopra, Pirlotti, Porto, San Lorenzo, Sant'Onofrio, Santo Stefano, Stallone e Valle.

## Infrastrutture e trasporti
La viabilità si basa principalmente sulla strada statale 469 Sebina Occidentale, che l'attraversa da nord a sud.
Il territorio comunale era attraversato dalla ferrovia Palazzolo-Paratico, chiusa al traffico ordinario, sulla quale era posta l'omonima fermata, non più in uso dal giugno 1966. Attualmente è servita unicamente dalla linea turistica TrenoBlu, gestita da FTI - Ferrovie Turistiche Italiane, funzionante solo nel periodo estivo.

## Amministrazione

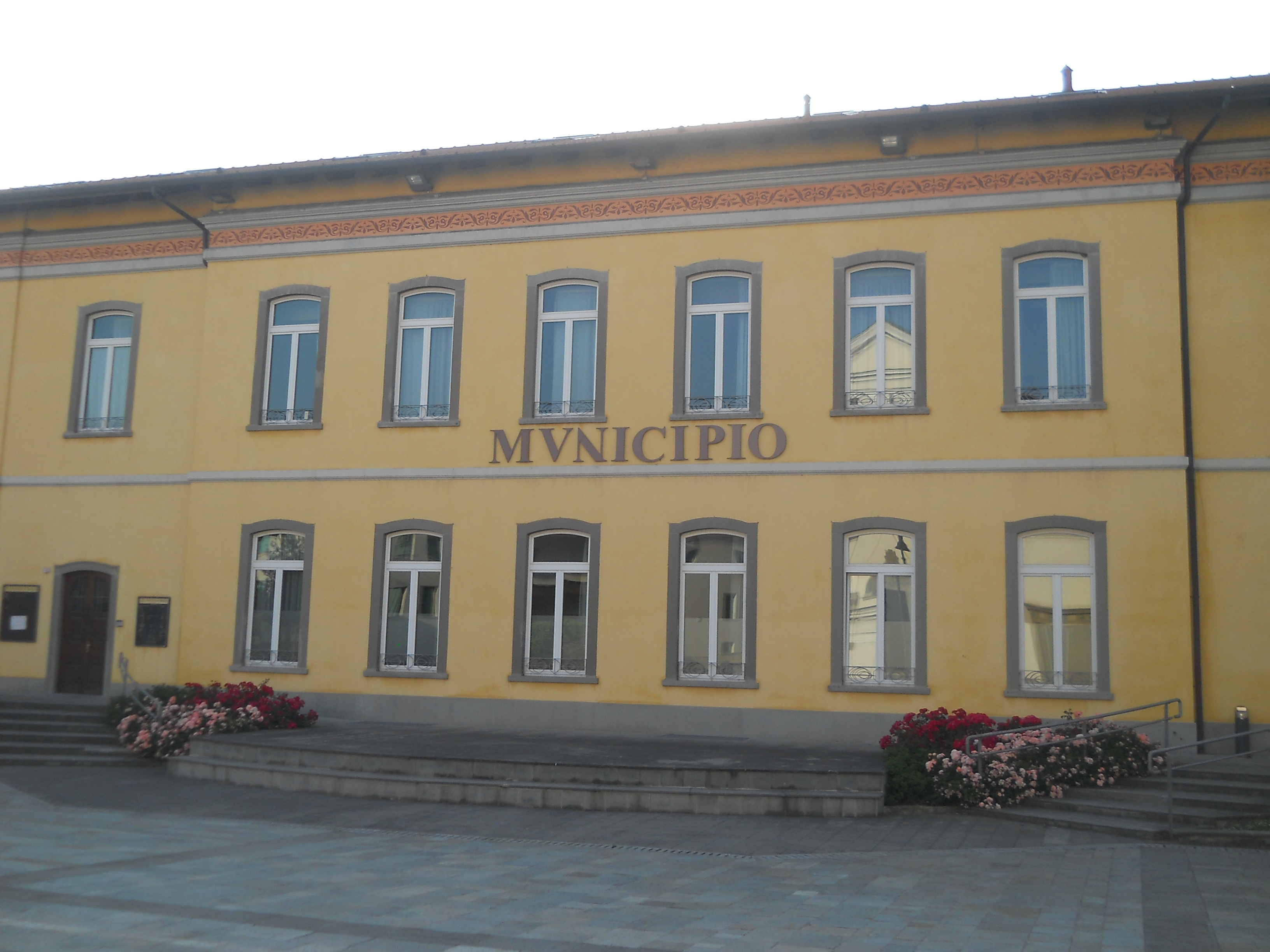
Il municipio di Capriolo

| Periodo          | Periodo          | Primo cittadino              | Partito                      | Carica      | Note   |
| ---------------- | ---------------- | ---------------------------- | ---------------------------- | ----------- | ------ |
| 21 novembre 1994 | 19 agosto 1996   | Franco Plebani               | lista civica                 | Sindaco     |        |
| 19 agosto 1996   | 18 novembre 1996 | Franca Di Rubbio             |                              | Commissario |        |
| 18 novembre 1996 | 30 maggio 2006   | Fabrizio Rigamonti           | Lega Nord Casa delle Libertà | Sindaco     |        |
| 30 maggio 2006   | 24 febbraio 2009 | Amerigo Lantieri de Paratico | Casa delle Libertà           | Sindaco     |        |
| 24 febbraio 2009 | 8 giugno 2009    | Antonio Naccari              |                              | Commissario | [ 57 ] |
| 8 giugno 2009    | 26 maggio 2014   | Fabrizio Rigamonti           | lista civica                 | Sindaco     |        |
| 26 maggio 2014   | 29 gennaio 2019  | Luigi Vezzoli                | Lega Nord                    | Sindaco     | [ 58 ] |
| 29 gennaio 2019  | 27 maggio 2019   | Beaumont Bortone             |                              | Commissario |        |
| 27 maggio 2019   | in carica        | Luigi Vezzoli                | Lega Nord                    | Sindaco     |        |

## Sport

### Basket
La "Pol. Capriolese Basket" milita nel Campionato di Prima Divisione Maschile Provinciale.

### Calcio
Capriolo ha una squadra calcistica maschile, la "A.S.D. Capriolo 1912". La città è sede anche della squadra di calcio femminile del Brescia, solo omonima di quella maschile.
Lo stadio comunale prende il nome "Mario Rigamonti", storico calciatore del Torino, morto nella tragedia di Superga nel 1949.